# Martin Klingenberg (Musiker)
Martin Klingenberg (* in Buckow; † vermutlich 1688 in Berlin) war ein deutscher Kantor. 

## Leben
Klingenberg studierte ab 1649 an der Brandenburgischen Universität in Frankfurt (Oder), später an der Universität Wittenberg. Er wirkte zunächst kurze Zeit als Kantor in Strausberg. 1657 wurde er als Kantor an die Marienkirche und das Gymnasium zum Grauen Kloster in Berlin berufen. Er starb vermutlich 1688, da in diesem Jahr seine Stelle neu besetzt wurde.

## Werke

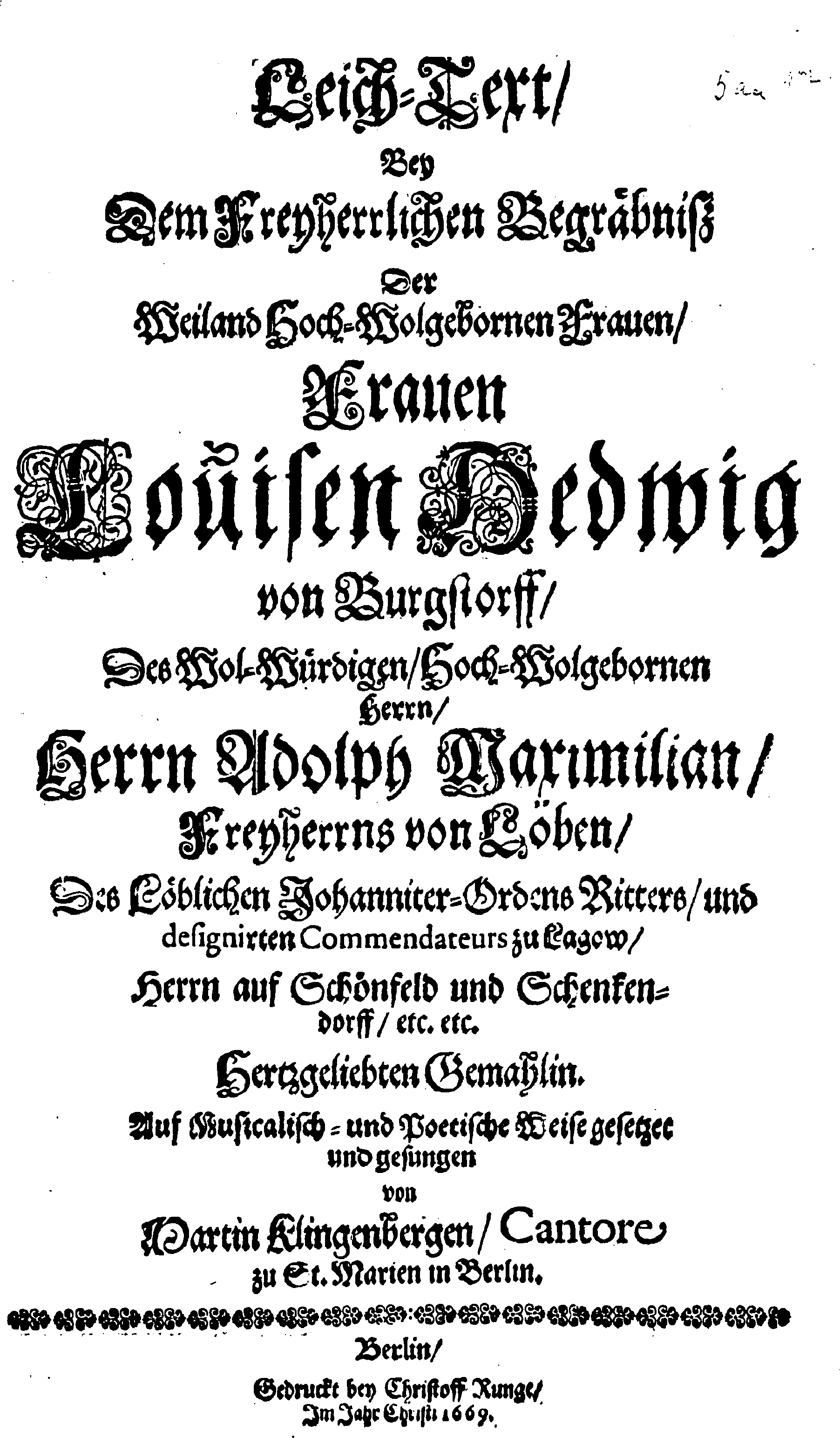
Titelseite der Begräbnismusik

Klingenberg schuf eine Begräbnismusik, die sich im Druck erhalten hat. 
Andere Werke sind nicht überliefert.